# Cuartel Alemán
El Cuartel alemán, también conocido como Cuartel Kukuy (en ruso Неме́цкая слобода́, Nemétskaya slobodá o Slobodá Alemana) fue el barrio al noreste de Moscú, localizado en la margen derecha del río Yauza cerca del riachuelo Kukuy. Por eso también se lo conoce como el cuartel Kukuy o en ruso слобода Кукуй. 
El Cuartel alemán apareció a la mitad del siglo XVI y fue poblado por extranjeros de la Europa Occidental (colectivamente llamados en ruso неме́цкий o инозéмный: alemán o extranjero) y prisioneros tomados durante la Guerra Livona de 1558 a 1583. Los residentes del Cuartel alemán se dedicaron a negocios de artesanía y al trabajo en los molinos de harina en el Yauza. 

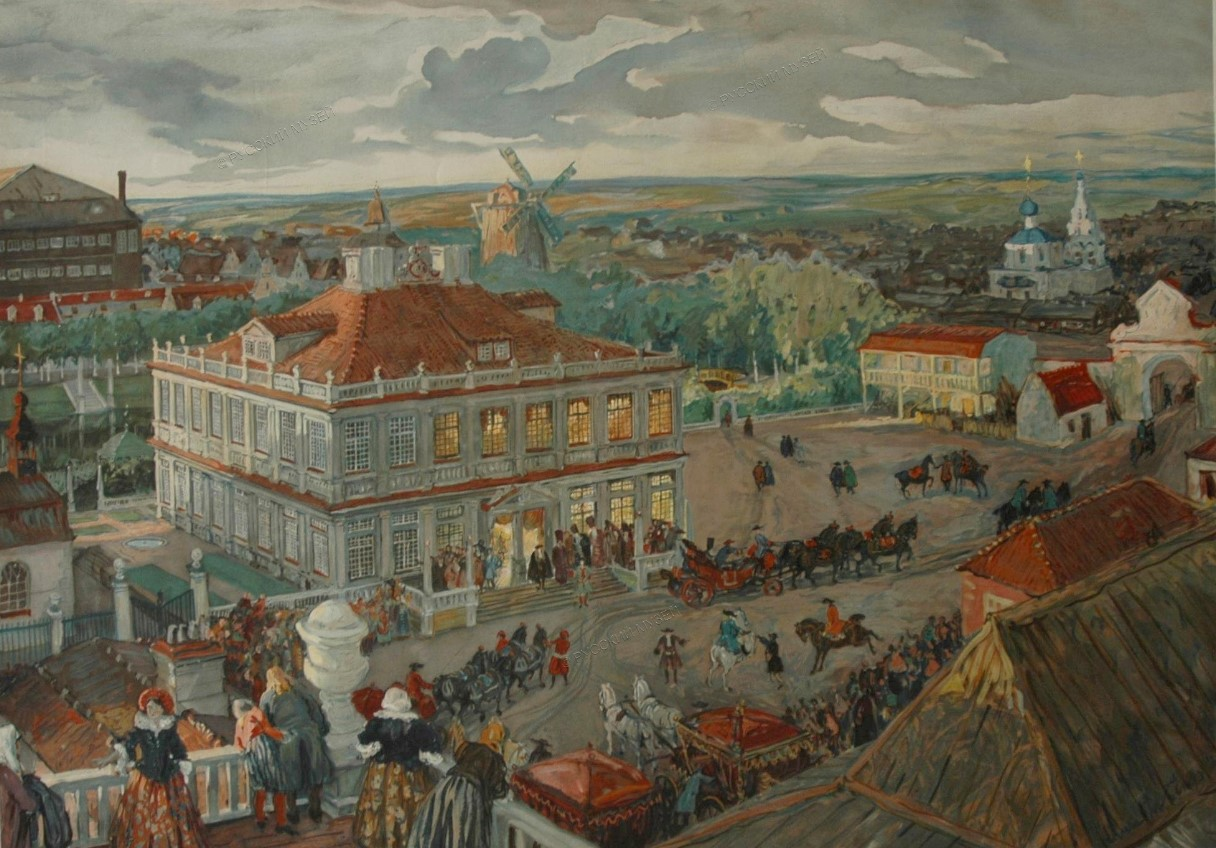
Alexandre Benois. En el Cuartel alemán (1911).

A principios del siglo XVII, el cuartel fue destruido por el ejército de Dimitri I «El Falso». Gradualmente, se le retornó la vida a mediados del siglo XVII y fue conocido como Novoinozémskaya (Novonemétskaya) slobodá, o Cuartel Nuevo de los extranjeros (de los alemanes). Y ahora se localizaba en el río Yáuza tras la desembocadura del río Chechora. El cuartel fue poblado por comerciantes, propietarios de tiendas y militares extranjeros que servían en el Ejército ruso. Entre ellos había futuros asociados de Pedro el Grande, como Patrick Gordon y Franz Lefort. Pedro de joven cabalgaba hacia el cuartel, a jugar juegos de guerra y ahí conoció a Anna Mons.
En la segunda mitad del siglo XVII, se abrió una de las primeras fábricas de seda de Moscú, cuyo propietario era A. Paulsen. En 1701, J.G. Gregory abrió la primera farmacia de Moscú, localizada en el Cuartel alemán (ahora la calle lleva el nombre de Travesía de la Farmacia o Аптекарский переулок).
Durante la primera mitad del siglo XVIII, la manera inusual de vida en el Cuartel alemán empezó a cambiar. Se convirtió gradualmente en terreno para la construcción de palacios para nobles. Las orillas del Yáuza albergaron fábricas como la de seda de P. Belavin, de moños de N.Ivanov, etc. Después del incendio de 1812, el Cuartel Alemán fue poblado por comerciantes y pequeños burgueses. La calle Nemétskaya (calle Báumanskaya desde 1918) le debe su nombre al Cuartel Alemán. 
El nombre "Cuartel Alemán" desapareció del léxico de Moscú a mediados del siglo XIX. La mayoría del barrio se llama Lefórtovo (derivado de Franz Lefort). Pero el cementerio Vvedénskoye que se ubica allí popularmente se sigue llamando Nemétskoie o Alemán.
- Datos: Q708488
- Multimedia: German Quarter / Q708488